# Unione Calcio Sampdoria 1983-1984
Questa voce raccoglie le informazioni riguardanti l'Unione Calcio Sampdoria nelle competizioni ufficiali della stagione 1983-1984.

## Stagione
Nella stagione 1983-1984 la Sampdoria del presidente Paolo Mantovani conferma il settimo posto in campionato della stagione precedente, mancando di poco la qualificazione alla Coppa UEFA. La squadra blucerchiata affidata all'allenatore Renzo Ulivieri, dopo alcune partite di campionato senza vittorie, trova una serie positiva tra la settima giornata (1-2 a Torino contro la Juventus) e la tredicesima giornata (4-1 al Napoli), ottenendo sei vittorie ed un pareggio in sette partite. Poi paga lo sforzo, pur restando sempre in posizioni tranquille. Il miglior marcatore di stagione della Sampdoria è stato Roberto Mancini con 10 reti complessive segnate, delle quali 8 in campionato e 2 in Coppa Italia.
In quest'ultima competizione, a differenza dell'anno prima, la Sampdoria supera agevolmente il primo girone di qualificazione, giocato tra settembre ed agosto, poi negli ottavi di finale a febbraio supera nel doppio confronto l'Ascoli, ma deve fermare la sua corsa in giugno, venendo eliminata nei quarti di finale per opera del Torino.

## Divise e sponsor
Lo sponsor tecnico per la stagione 1983-1984 fu Ennerre, mentre lo sponsor ufficiale fu Phonola.
| Prima divisa |

## Organigramma societario
Area direttiva
- Presidente: Paolo Mantovani
- Segretario generale: Mario Rebuffa
- Segretario: Lorenzo Traverso

Area sanitaria
- Medico sociale: Andrea Chiapuzzo
- Massaggiatore: Ezio Marchi

Area tecnica
- Direttore sportivo: Paolo Borea
- Preparatore atletico: Carlo Focardi
- Allenatore: Renzo Ulivieri
- Allenatore in seconda: Giampaolo Piaceri
- Allenatore Primavera: Marcello Lippi

## Rosa
| N. |                    | Ruolo | Calciatore           |
| -- | ------------------ | ----- | -------------------- |
|    | Italia (bandiera)  | P     | Ivano Bordon         |
|    | Italia (bandiera)  | P     | Mauro Rosin          |
|    | Italia (bandiera)  | D     | Giovanni Guerrini    |
|    | Italia (bandiera)  | D     | Fausto Pari          |
|    | Italia (bandiera)  | D     | Luca Pellegrini      |
|    | Italia (bandiera)  | D     | Alessandro Renica    |
|    | Italia (bandiera)  | D     | Pietro Vierchowod    |
|    | Italia (bandiera)  | C     | Gian Franco Bellotto |
|    | Irlanda (bandiera) | C     | Liam Brady           |

| N. |                        | Ruolo | Calciatore                      |
| -- | ---------------------- | ----- | ------------------------------- |
|    | Italia (bandiera)      | C     | Francesco Casagrande            |
|    | Italia (bandiera)      | C     | Alviero Chiorri                 |
|    | Italia (bandiera)      | C     | Roberto Galia                   |
|    | Italia (bandiera)      | C     | Domenico Marocchino             |
|    | Italia (bandiera)      | C     | Giovanni Picasso                |
|    | Italia (bandiera)      | C     | Alessandro Scanziani (capitano) |
|    | Inghilterra (bandiera) | A     | Trevor Francis                  |
|    | Italia (bandiera)      | A     | Roberto Mancini                 |
|    | Italia (bandiera)      | A     | Nicola Zanone                   |

## Risultati

### Serie A

#### Girone di andata
| Arbitro: | Menicucci (Firenze) |

|          |           |                  |
| Bini 46’ | Marcatori | 63’, 82’ Francis |

| Arbitro: | Agnolin (Bassano del Grappa) |

|              |           |                          |
| Guerrini 33’ | Marcatori | 35’ Nela 63’ F. Graziani |

| Arbitro: | Benedetti (Roma) |

|              |           |                |
| Pedrinho 75’ | Marcatori | 12’ R. Mancini |

| Arbitro: | Longhi (Roma) |

|                  |           |                          |
| Brady 41’ (rig.) | Marcatori | 35’ Oriali 88’ Antognoni |

| Arbitro: | Pairetto (Torino) |

|               |           |                     |
| Marocchino 1’ | Marcatori | 78’ (rig.) Giordano |

| Arbitro: | Menicucci (Firenze) |

|                      |           |               |
| Carotti 4’ Verza 64’ | Marcatori | 74’ Scanziani |

| Arbitro: | Lanese (Messina) |

|              |           |                            |
| P. Rossi 37’ | Marcatori | 50’ (rig.) Brady 75’ Galia |

| Arbitro: | Barbaresco (Cormons) |

|                                    |           |  |
| Faccenda 16’ (aut.) R. Mancini 58’ | Marcatori |  |

| Arbitro: | Ciulli (Roma) |

|  |           |                           |
|  | Marcatori | 63’ Casagrande 81’ Zanone |

| Arbitro: | Benedetti (Roma) |

|                                   |           |            |
| Cattaneo 23’ (aut.) Scanziani 66’ | Marcatori | 24’ Edinho |

| Arbitro: | Menicucci (Firenze) |

|            |           |  |
| Zanone 19’ | Marcatori |  |

| Pisa 11 dicembre 1983 12ª giornata | Pisa              | 0 – 0 | Sampdoria | Stadio Arena Garibaldi\| Arbitro: \| Pairetto (Torino) \| |
| Arbitro:                           | Pairetto (Torino) |       |           |                                                           |

| Arbitro: | Ciulli (Roma) |

|                                                       |           |                |
| Casagrande 8’ R. Mancini 14’ Pari 40’ Krol 90’ (aut.) | Marcatori | 62’ Caffarelli |

| Arbitro: | Casarin (Milano) |

|                           |           |            |
| Selvaggi 1’ Schachner 60’ | Marcatori | 69’ Renica |

| Arbitro: | Magni (Bergamo) |

|            |           |                               |
| Bogoni 90’ | Marcatori | 13’ Novellino 85’ (aut.) Pari |

#### Girone di ritorno
| Arbitro: | Redini (Pisa) |

|  |           |                                     |
|  | Marcatori | 23’ Serena 80’ (aut.) L. Pellegrini |

| Arbitro: | Lo Bello (Siracusa) |

|            |           |                |
| Pruzzo 36’ | Marcatori | 56’ R. Mancini |

| Arbitro: | Pezzella (Frattamaggiore) |

|                          |           |  |
| Vierchowod 3’ Zanone 18’ | Marcatori |  |

| Arbitro: | Mattei (Macerata) |

|                                    |           |  |
| Antognoni 19’ Oriali 59’ Pecci 73’ | Marcatori |  |

| Arbitro: | Bergamo (Livorno) |

|                               |           |                |
| Batista 4’ D'Amico 63’ (rig.) | Marcatori | 43’ R. Mancini |

| Arbitro: | Altobelli (Roma) |

|          |           |             |
| Pari 58’ | Marcatori | 6’ Tassotti |

| Arbitro: | Casarin (Milano) |

|                  |           |                    |
| Brady 58’ (rig.) | Marcatori | 83’ (rig.) Platini |

| Genova 18 marzo 1984 23ª giornata | Genoa                        | 0 – 0 | Sampdoria | Stadio Luigi Ferraris\| Arbitro: \| Agnolin (Bassano del Grappa) \| |
| Arbitro:                          | Agnolin (Bassano del Grappa) |       |           |                                                                     |

| Arbitro: | Barbaresco (Cormons) |

|  |           |                 |
|  | Marcatori | 28’ Tagliaferri |

| Arbitro: | Pezzella (Frattamaggiore) |

|  |           |                                     |
|  | Marcatori | 32’ Zanone 69’ R. Mancini 86’ Brady |

| Arbitro: | Esposito (Torre del Greco) |

|            |           |  |
| Jordan 84’ | Marcatori |  |

| Arbitro: | Mattei (Macerata) |

|             |           |  |
| Francis 66’ | Marcatori |  |

| Arbitro: | Paparesta (Bari) |

|                     |           |                |
| Ferrario 25’ (rig.) | Marcatori | 61’ R. Mancini |

| Arbitro: | Bianciardi (Siena) |

|                               |           |              |
| Vierchowod 42’ R. Mancini 60’ | Marcatori | 40’ Selvaggi |

| Arbitro: | Baldi (Roma) |

|  |           |                |
|  | Marcatori | 26’ Casagrande |

### Coppa Italia

#### Primo turno
| Arbitro: | Bianciardi (Siena) |

|              |           |                                      |
| Sorbello 85’ | Marcatori | 54’ Scanziani 66’ Guerrini 73’ Galia |

| Arbitro: | Pirandola (Lecce) |

|                                                   |           |           |
| Francis 15’ Scanziani 22’ R. Mancini 26’ Pari 68’ | Marcatori | 45’ Giani |

| Arbitro: | Angelelli (Terni) |

|             |           |  |
| Vailati 32’ | Marcatori |  |

| Cremona 31 agosto 1983 4ª giornata | Cremonese           | 0 – 0 | Sampdoria | Stadio Giovanni Zini\| Arbitro: \| Lo Bello (Siracusa) \| |
| Arbitro:                           | Lo Bello (Siracusa) |       |           |                                                           |

| Arbitro: | Ciulli (Roma) |

|             |           |  |
| Francis 12’ | Marcatori |  |

#### Fase finale
| Arbitro: | Angelelli (Terni) |

|             |           |  |
| Chiorri 53’ | Marcatori |  |

| Arbitro: | Bianciardi (Siena) |

|                                |           |                       |
| Juary 46’ De Vecchi 74’ (rig.) | Marcatori | 11’ Renica 30’ Zanone |

| Arbitro: | Altobelli (Roma) |

|               |           |                      |
| R. Mancini 2’ | Marcatori | 20’ (rig.) Hernández |

| Torino 10 giugno 1984 Quarti di finale - Ritorno | Torino           | 0 – 0 | Sampdoria | Stadio Comunale\| Arbitro: \| D'Elia (Salerno) \| |
| Arbitro:                                         | D'Elia (Salerno) |       |           |                                                   |

## Statistiche

### Statistiche di squadra
| Competizione | Punti | In casa | In casa | In casa | In casa | In casa | In casa | In trasferta | In trasferta | In trasferta | In trasferta | In trasferta | In trasferta | Totale | Totale | Totale | Totale | Totale | Totale | DR  |
| Competizione | Punti | G       | V       | N       | P       | Gf      | Gs      | G            | V            | N            | P            | Gf           | Gs           | G      | V      | N      | P      | Gf     | Gs     | DR  |
| ------------ | ----- | ------- | ------- | ------- | ------- | ------- | ------- | ------------ | ------------ | ------------ | ------------ | ------------ | ------------ | ------ | ------ | ------ | ------ | ------ | ------ | --- |
| Serie A      | 32    | 15      | 7       | 3       | 5       | 20      | 15      | 15           | 5            | 5            | 5            | 16           | 15           | 30     | 12     | 8      | 10     | 36     | 30     | +6  |
| Coppa Italia |       | 4       | 3       | 1       | 0       | 7       | 2       | 5            | 1            | 3            | 1            | 5            | 4            | 9      | 4      | 4      | 1      | 12     | 6      | +6  |
| Totale       | -     | 19      | 10      | 4       | 5       | 27      | 17      | 20           | 6            | 8            | 6            | 21           | 19           | 39     | 16     | 12     | 11     | 48     | 36     | +12 |

### Statistiche dei giocatori[5]
| Giocatore     | Serie A  | Serie A | Serie A     | Serie A    | Coppa Italia | Coppa Italia | Coppa Italia | Coppa Italia | Totale   | Totale | Totale      | Totale     |
| Giocatore     | Presenze | Reti    | Ammonizioni | Espulsioni | Presenze     | Reti         | Ammonizioni  | Espulsioni   | Presenze | Reti   | Ammonizioni | Espulsioni |
| ------------- | -------- | ------- | ----------- | ---------- | ------------ | ------------ | ------------ | ------------ | -------- | ------ | ----------- | ---------- |
| G. Bellotto   | 9        | 0       | ?           | ?          | 6            | 0            | ?            | ?            | 15       | 0      | ?           | ?          |
| I. Bordon     | 30       | -30     | ?           | ?          | 9            | -5           | ?            | ?            | 39       | -35    | ?           | ?          |
| L. Brady      | 28       | 4       | ?           | ?          | 9            | 0            | ?            | ?            | 37       | 4      | ?           | ?          |
| F. Casagrande | 28       | 3       | ?           | ?          | 8            | 0            | ?            | ?            | 36       | 3      | ?           | ?          |
| A. Chiorri    | 9        | 0       | ?           | ?          | 6            | 1            | ?            | ?            | 15       | 1      | ?           | ?          |
| T. Francis    | 15       | 3       | ?           | ?          | 7            | 2            | ?            | ?            | 22       | 5      | ?           | ?          |
| R. Galia      | 24       | 1       | ?           | ?          | 7            | 1            | ?            | ?            | 31       | 2      | ?           | ?          |
| G. Guerrini   | 17       | 1       | ?           | ?          | 5            | 1            | ?            | ?            | 22       | 2      | ?           | ?          |
| R. Mancini    | 30       | 8       | ?           | ?          | 8            | 2            | ?            | ?            | 38       | 10     | ?           | ?          |
| D. Marocchino | 14       | 1       | ?           | ?          | 4            | 0            | ?            | ?            | 18       | 1      | ?           | ?          |
| F. Pari       | 29       | 2       | ?           | ?          | 9            | 1            | ?            | ?            | 38       | 3      | ?           | ?          |
| L. Pellegrini | 24       | 0       | ?           | ?          | 6            | 0            | ?            | ?            | 30       | 0      | ?           | ?          |
| G. Picasso    | 1        | 0       | ?           | ?          | 1            | 0            | ?            | ?            | 2        | 0      | ?           | ?          |
| A. Renica     | 29       | 1       | ?           | ?          | 8            | 1            | ?            | ?            | 37       | 2      | ?           | ?          |
| M. Rosin      | 1        | 0       | ?           | ?          | -            | -            | -            | -            | 1        | 0      | 0+          | 0+         |
| A. Scanziani  | 29       | 2       | ?           | ?          | 9            | 2            | ?            | ?            | 38       | 4      | ?           | ?          |
| P. Vierchowod | 30       | 2       | ?           | ?          | 8            | 0            | ?            | ?            | 38       | 2      | ?           | ?          |
| N. Zanone     | 19       | 4       | ?           | ?          | 4            | 1            | ?            | ?            | 23       | 5      | ?           | ?          |